# Họ Chua me đất
Họ Chua me đất (danh pháp khoa học: Oxalidaceae), là một họ nhỏ chứa khoảng 5-16 chi (tùy theo hệ thống phân loại) các loài cây thân thảo, cây bụi và cây gỗ nhỏ, với 570-700 loài, trong đó phần lớn các loài (khoảng 500-570 loài) thuộc về chi Oxalis (chua me đất). Các thành viên của họ này thông thường có các lá kép với lá chét hình gối, với cái gọi là các "chuyển động ngủ", do chúng mở ra khi có ánh sáng và khép lại khi tối trời. Chi Khế (Averrhoa), thường hay được đặt trong họ này, nhưng đôi khi cũng được đặt trong họ riêng của chính nó là Averrhoaceae. Chi Eichleria hiện tại được APG xếp vào họ Dây trường điều hay còn gọi là họ Dây khế (Connaraceae) như là từ đồng nghĩa của chi Dây khế (Rourea).
Họ này phân bố chủ yếu ở khu vực nhiệt đới (các độ cao lớn) hay cận nhiệt đới. Ở Việt Nam gặp 4 loài chua me đất mọc hoang là chua me núi (Oxalis acetosella) có hoa màu trắng vân hồng, chua me đất hoa hồng (Oxalis corymbosa = Oxalis debilis var. corymbosa), chua me đất hoa vàng (Oxalis corniculata) và me đất đỏ (Oxalis deppei). Cây chua me đất hoa vàng là loài hay gặp nhất ở Việt Nam.
Các loài trong họ này là các thực vật C3 hay CAM, thường tích lũy các muối oxalat.
Các lá kép với các lá chét hình gối, nói chung có các khoang bài tiết. Mép lá chét nguyên và thường có gân hình tựa chân vịt. Hoa đơn độc hay mọc thành cụm dạng xim hay tán, các hoa lưỡng tính thông thường là dạng khác vòi nhụy (heterostylous), đôi khi có các hoa nhỏ dạng thụ phấn ngậm trong chồi (hoa không nở mà tự thụ phấn ngay trong chồi). Đầu nhụy hình đầu. Tràng hoa có vuốt và nhanh héo hoặc tan rữa. Lá chua, lợi tiểu và mát. Quả chủ yếu thuộc dạng quả nang chia ngăn có gân nhiều hay ít hoặc quả mọng.

## Các chi
Theo website của APG họ này chứa 5 chi với 570-770 loài như sau:
- Averrhoa (bao gồm cả Carambola): Khoảng 5-10 loài khế. Plants of the World Online liệt kê 5 loài bản địa Việt Nam, Indonesia, Papua New Guinea nhưng đã du nhập vào nhiều quốc gia khác trong khu vực Đông Nam Á, đông nam Trung Quốc, Đài Loan, miền bắc Nam Mỹ và miền nam Trung Mỹ.[3]
- Biophytum (bao gồm cả Toddavaddia): Sinh diệp (chua me lá me). Khoảng 50-80 loài. Plants of the World Online liệt kê 78 loài bản địa vùng nhiệt đới và cận nhiệt đới trên toàn thế giới.[4]
- Dapania: 3 loài bản địa Madagascar, tây Malesia.[5]
- Oxalis (bao gồm cả Acetosella, Bolboxalis, Hesperoxalis, Ionoxalis, Lotoxalis, Otoxalis, Oxys, Pseudoxalis, Sassia, Xanthoxalis): Chua me đất (me đất). Khoảng 500-700 loài. Plants of the World Online liệt kê 553 loài bản địa châu Âu, châu Á nhiệt đới và ôn đới, Australasia, châu Phi, châu Mỹ, các đảo trên Thái Bình Dương, đảo Falkland.[6]
- Sarcotheca (bao gồm cả Connaropsis, Roucheria): Khoảng 13 loài bản địa Malaysia, Indonesia, Brunei.[7]

## Phát sinh chủng loài
Cây phát sinh chủng loài dưới đây vẽ theo C. Heibl và S. S. Renner (2012).

|  | Dapania                                                 |
|  |                                                         |
|  | \| \| Averrhoa \| \| \| \| \| \| Sarcotheca \| \| \| \| |
|  |                                                         |
|  | Averrhoa                                                |
|  |                                                         |
|  | Sarcotheca                                              |
|  |                                                         |

|  | Averrhoa   |
|  |            |
|  | Sarcotheca |
|  |            |

|  | Dapania                                                 |
|  |                                                         |
|  | \| \| Averrhoa \| \| \| \| \| \| Sarcotheca \| \| \| \| |
|  |                                                         |
|  | Averrhoa                                                |
|  |                                                         |
|  | Sarcotheca                                              |
|  |                                                         |

|  | Averrhoa   |
|  |            |
|  | Sarcotheca |
|  |            |

|  | Dapania                                                 |
|  |                                                         |
|  | \| \| Averrhoa \| \| \| \| \| \| Sarcotheca \| \| \| \| |
|  |                                                         |
|  | Averrhoa                                                |
|  |                                                         |
|  | Sarcotheca                                              |
|  |                                                         |

|  | Averrhoa   |
|  |            |
|  | Sarcotheca |
|  |            |

|  | Dapania                                                 |
|  |                                                         |
|  | \| \| Averrhoa \| \| \| \| \| \| Sarcotheca \| \| \| \| |
|  |                                                         |
|  | Averrhoa                                                |
|  |                                                         |
|  | Sarcotheca                                              |
|  |                                                         |

|  | Averrhoa   |
|  |            |
|  | Sarcotheca |
|  |            |

## Hình ảnh

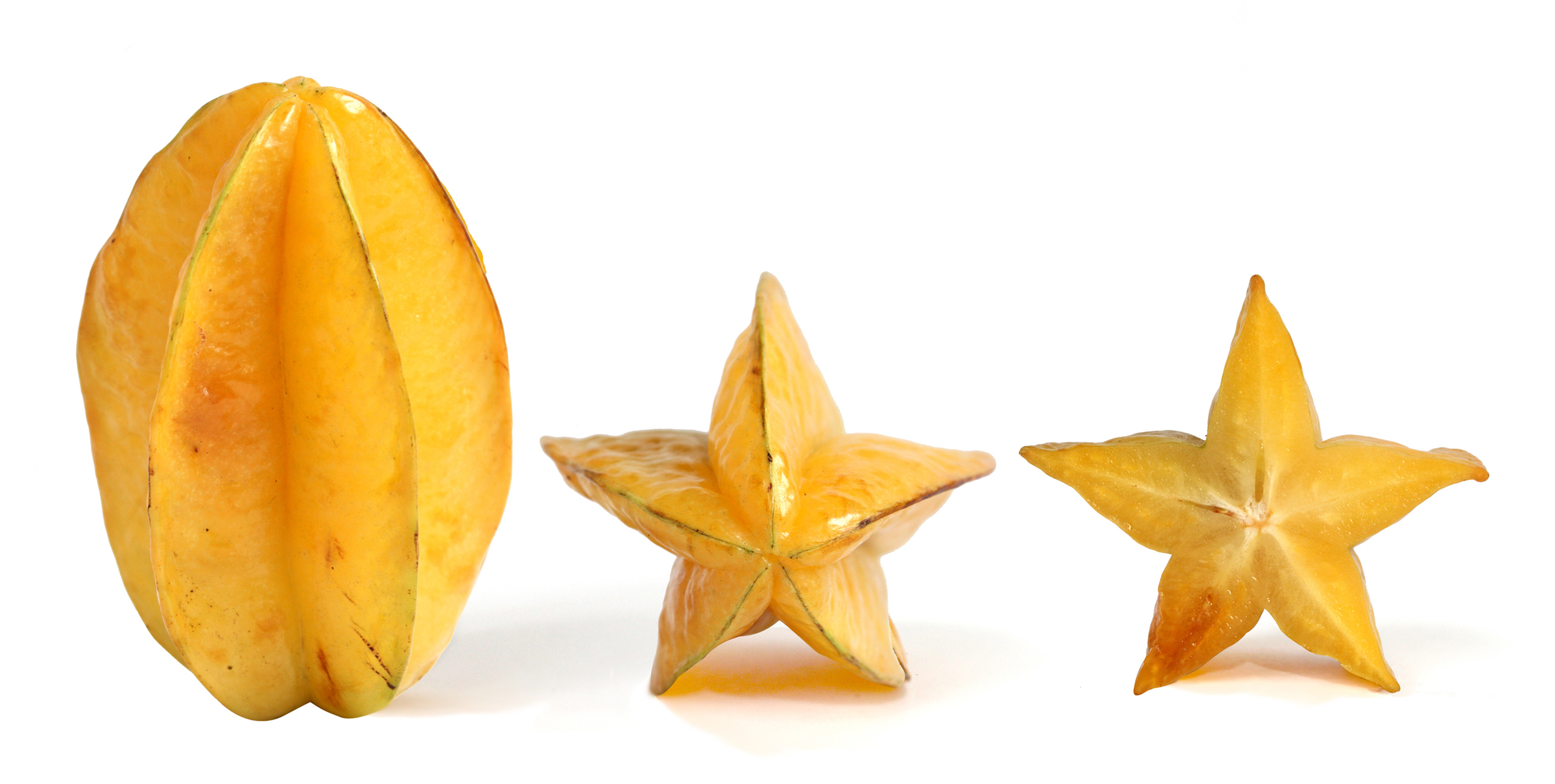
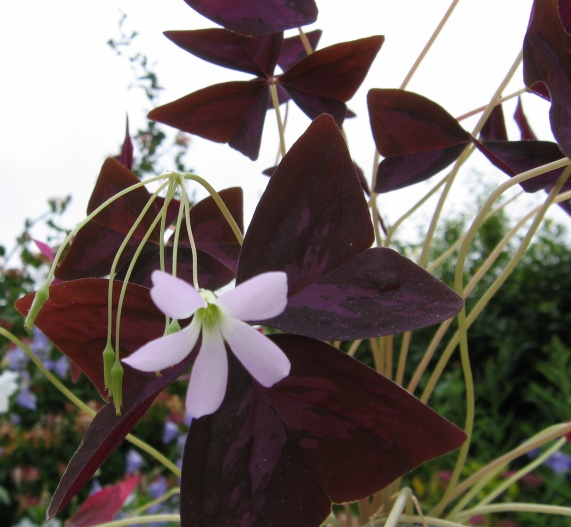
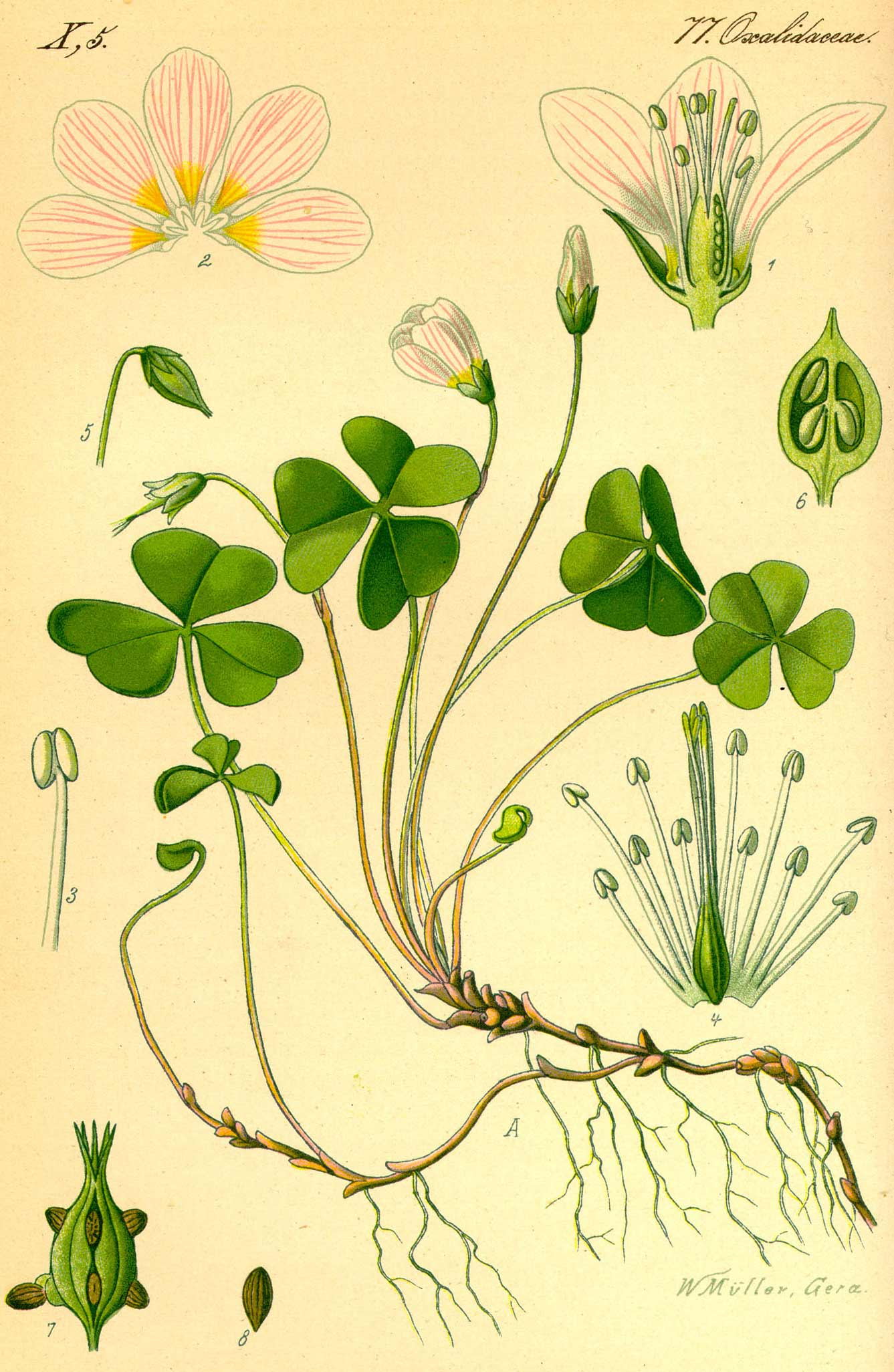
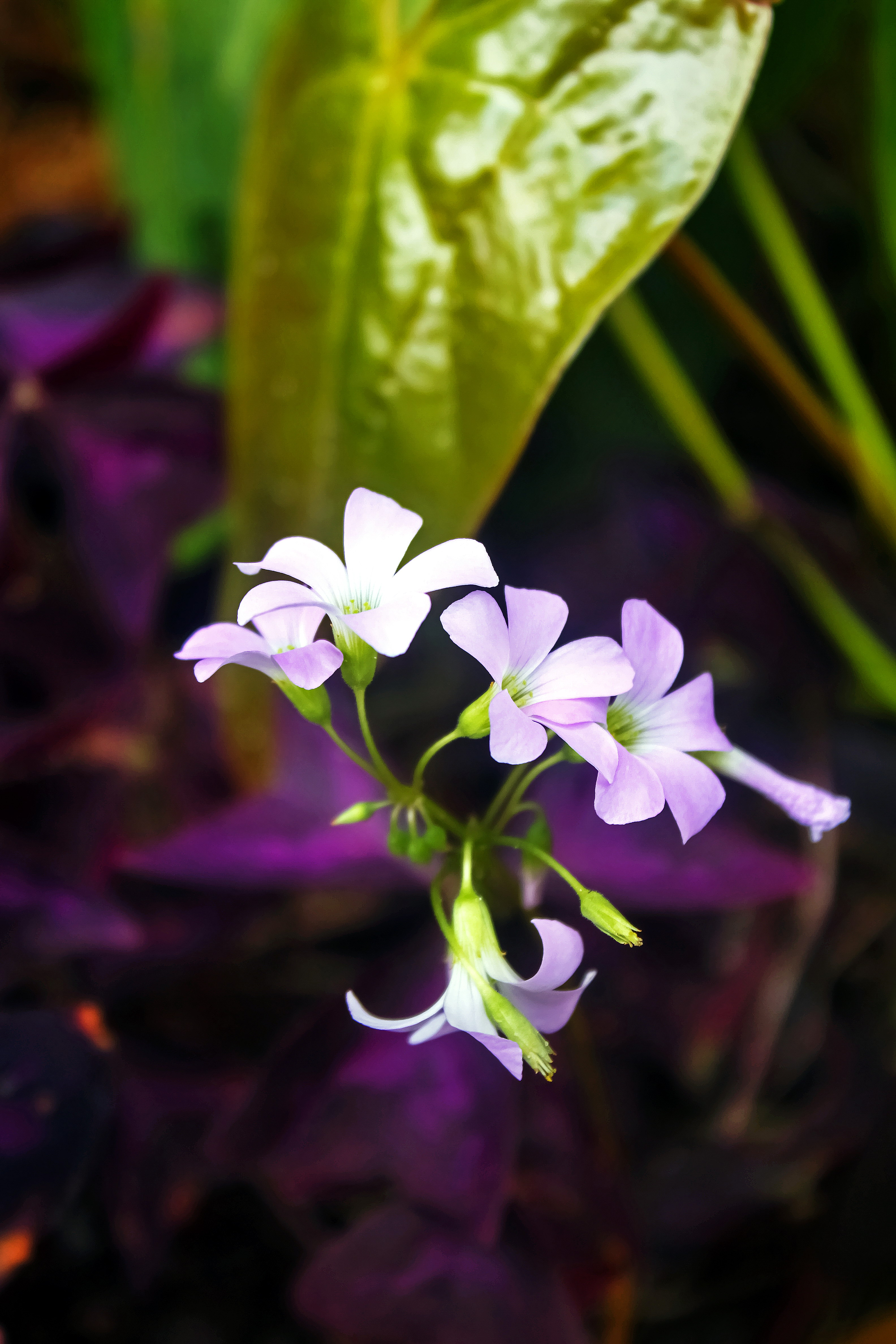
Hoa